# Route nationale 75
La route nationale 75 (RN 75 o N 75) è stata una strada nazionale francese che partiva da Tournus e terminava a Sisteron dopo 325 km.

## Percorso
Cominciava all’incrocio con la N6 a sud del centro di Tournus, oggi con il nome di D975 (tratto declassato nel 1972). Procedeva ad est attraversando la Saona e la Seille, quindi a Brienne piegava verso sud-est, in modo da raggiungere con tracciato rettilineo Bourg-en-Bresse. Dopo questa città proseguiva verso meridione, oggi con la denominazione di D1075.
Superava l’Ain, passava per Ambérieu-en-Bugey e per un breve tratto seguiva la valle del Rodano. In seguito, nuovamente diretta verso sud-est, toccava la località di Morestel ed incrociava per la seconda volta la N6 presso Les Abrets. Si inoltrava in territorio montuoso e, da Voiron, seguiva la valle dell’Isère fino a Grenoble: in questa città si trovava l’inizio della strada fino al 2006.
Al giorno d’oggi conosciuta come D1075, la N75 continuava verso sud, salendo fino ai 1176 m di quota del Colle della Croix Haute, per poi ridiscendere tramite la valle del Buëch. Dopo Laragne-Montéglin cambia nome in D4075 e percorre gli ultimi chilometri fino all’innesto sull’ex N85, punto in cui la statale aveva fine. Fino al 1950 il termine della N75 era posto più a nord, a Serres.